# Larry Drake
Larry Drake (n. 21 februarie 1950, Tulsa, Oklahoma, SUA – d. 17 martie 2016, Hollywood, California, SUA) a fost un actor american.
A câștigat de două ori (în 1988 și în 1989) Premiul Emmy pentru cel mai bun actor dintr-un serial dramatic, într-un rol secundar.

## Filmografie

### Film
| An   | Titlu                                                 | Rol                                | Note                                               |
| ---- | ----------------------------------------------------- | ---------------------------------- | -------------------------------------------------- |
| 1971 | This Stuff'll Kill Ya!                                | Bubba                              |                                                    |
| 1975 | Trucker's Woman                                       | Joe 'Diesel Joe'                   |                                                    |
| 1976 | The Electric Chair                                    | Courtroom Observer                 | Uncredited                                         |
| 1976 | Date with a Kidnapper                                 | Age Home Attendant                 |                                                    |
| 1978 | The Seniors                                           | Bus Sign Installer                 | Uncredited                                         |
| 1980 | The Big Brawl                                         | Judge #1                           |                                                    |
| 1981 | The White Lions                                       | Fiske                              |                                                    |
| 1981 | Dark Night of the Scarecrow                           | Bubba Ritter                       | TV movie                                           |
| 1983 | The Taming of the Shrew                               | Baptista                           | Short                                              |
| 1984 | The Karate Kid                                        | Yahoo #1 At Beach                  |                                                    |
| 1986 | The Ladies Club                                       | Cop #2                             |                                                    |
| 1988 | For Keeps                                             | Night Clerk                        |                                                    |
| 1988 | Too Good to Be True                                   | Glen Robie                         | TV movie                                           |
| 1989 | Oh, Henry!                                            | Henry                              | TV movie                                           |
| 1990 | Darkman                                               | Robert G. Durant                   | Nominated – Saturn Award for Best Supporting Actor |
| 1991 | Murder in New Hampshire: The Pamela Wojas Smart Story | Mark Sisti                         | TV movie                                           |
| 1992 | Dr. Giggles                                           | Dr. Evan Rendell Jr. / Dr. Giggles |                                                    |
| 1992 | Blind Geronimo and His Brother                        | Unknown                            |                                                    |
| 1994 | One More Mountain                                     | Patrick Breen                      | TV movie                                           |
| 1995 | Darkman II: The Return of Durant                      | Robert G. Durant                   | Direct-to-video                                    |
| 1995 | The Journey of August King                            | Olaf Singletary                    |                                                    |
| 1996 | The Beast                                             | Lucas Coven                        | TV movie                                           |
| 1997 | Bean                                                  | Elmer                              |                                                    |
| 1998 | Overnight Delivery                                    | Hal Ipswich                        |                                                    |
| 1998 | Paranoia                                              | Calvin Hawks                       |                                                    |
| 1998 | The Treat                                             | Ray                                |                                                    |
| 1999 | Inferno                                               | Ramsey Hogan                       |                                                    |
| 1999 | Durango Kids                                          | Dudley                             |                                                    |
| 2000 | Runaway Virus                                         | Dr. Griggs                         | TV movie                                           |
| 2000 | Time of Her Time                                      | Dr. Joyce                          |                                                    |
| 2000 | Timequest                                             | J. Edgar Hoover                    |                                                    |
| 2001 | American Pie 2                                        | Natalie's Dad                      |                                                    |
| 2001 | Dark Asylum                                           | 'The Trasher'                      |                                                    |
| 2002 | L.A. Law: The Movie                                   | Benny Stulwicz                     | TV movie                                           |
| 2002 | Spun                                                  | Dr. K.                             |                                                    |
| 2005 | Jenny Says                                            | Dr. Weinhouse                      | Short                                              |
| 2005 | I Will Avenge You, Iago!                              | The Warden                         |                                                    |
| 2005 | Officer Down                                          | Captain Raymond Taggart            | TV movie                                           |
| 2005 | Mrs. Harris                                           | Harris, Defense Team Psychiatrist  | TV movie                                           |
| 2006 | Living the Dream                                      | Richard                            |                                                    |
| 2006 | Love Hollywood Style                                  | Walter                             |                                                    |
| 2006 | National Lampoon's Dorm Daze 2                        | Dean Dryer                         |                                                    |
| 2007 | Gryphon                                               | Armand The Sorcerer                |                                                    |
| 2008 | Pathology                                             | 'Fat Bastard'                      |                                                    |
| 2009 | Green Lantern: First Flight                           | Ganthet                            | Direct-to-video                                    |
| 2009 | Dead Air                                              | Vernon                             |                                                    |
| 2016 | The Secrets of Emily Blair                            | John Doe                           | (final film role)                                  |

### Televiziune
| An        | Titlu                         | Rol                         | Note |
| --------- | ----------------------------- | --------------------------- | --- |
| 1983      | American Playhouse            | Conveener / Homer           | Episode: The Skin of Our Teeth |
| 1983      | Hardcastle and McCormick      | Jesse Roberts               | Episode: "Just Another Round of That Old Song" |
| 1986      | Code of Vengeance             | Jack Fergusen               | Episode: "Rustler's Moon" |
| 1987      | Hunter                        | Kirkland                    | Episode: "Hot Pursuit, Part 2" |
| 1987–1994 | L.A. Law                      | Benny Stulwicz              | 143 episodes Primetime Emmy Award for Outstanding Supporting Actor in a Drama Series (1988–1989) Viewers for Quality Television Award for Best Supporting Actor in a Quality Drama Series (1988–1989) Nominated – Golden Globe Award for Best Supporting Actor – Series, Miniseries or Television Film (1989–1990, 1992) Nominated – Primetime Emmy Award for Outstanding Supporting Actor in a Drama Series (1990) |
| 1989      | Tales from the Crypt          | Killer Santa                | Episode: "And All Through the House" |
| 1990      | Tales from the Crypt          | Tobias                      | Episode: "The Secret" |
| 1995      | The Outer Limits              | Robert Vitale               | Episode: "The Message" |
| 1995      | The Naked Truth               | Dr. Bryce Fromm             | Episode: "Elvis Is Coming!" |
| 1996      | Superman: The Animated Series | Mr. Eelan                   | Episode: "My Girl" |
| 1997      | Spy Game                      | Leo Ludwig                  | Episode: "Well, Nothing to Fear but Death Itself" |
| 1997      | Dead Man's Gun                | Samuel 'Buryin' Sam' Roller | Episode: "Buryin' Sam" |
| 1998      | Prey                          | Dr. Walter Attwood          | 14 episodes |
| 1998      | Fantasy Island                | Bill Terken                 | Episode: "Estrogen" |
| 1999      | Batman Beyond                 | Jackson Chappell            | Episode: "The Winning Edge" |
| 1999–2004 | Johnny Bravo                  | Pops                        | 34 episodes |
| 2000      | The Fearing Mind              | Police Officer Hooper       | Episode: "On the Road" |
| 2000      | Star Trek: Voyager            | Chellick                    | Episode: "Critical Care" |
| 2001      | Stargate SG-1                 | Burrock                     | Episode: "Beast of Burden" |
| 2001      | Thieves                       | Robert Ventana              | Episode: "The Long Con" |
| 2002      | As Told by Ginger             | Dr. Weinstein               | Episode: "Never Can Say Goodbye" |
| 2002      | Six Feet Under                | Inspector Gerson            | Episode: "The Last Time" |
| 2002      | A Nero Wolfe Mystery          | Hackett                     | Episode: "Help Wanted, Male" |
| 2002      | Firefly                       | Sir Warwick Harrow          | Episode: "Shindig" |
| 2003      | Crossing Jordan               | Tom                         | Episode: "Wild Card" |
| 2003      | Justice League                | Colonel Vox                 | Episode: "Maid of Honor" Parts 1 & 2 |
| 2004      | What's New, Scooby-Doo?       | Moss T. Meister             | Episode: "Recipe for Disaster" |
| 2006      | 7th Heaven                    | Mr. Riley                   | Episode: "And More Secrets" |
| 2008      | Boston Legal                  | Bishop Luke Bernard         | Episode: "The Gods Must Be Crazy" |

### Jocuri video
| An   | Titlu                          | Rol            | Note |
| ---- | ------------------------------ | -------------- | ---- |
| 2008 | Star Wars: The Force Unleashed | Kazdan Paratus | Voce |